# Pleurotomella hadria
Pleurotomella hadria är en snäckart som beskrevs av Dall 1889. Pleurotomella hadria ingår i släktet Pleurotomella och familjen kägelsnäckor. Inga underarter finns listade i Catalogue of Life.